# مرصد ديبرسين للفيزياء الشمسية

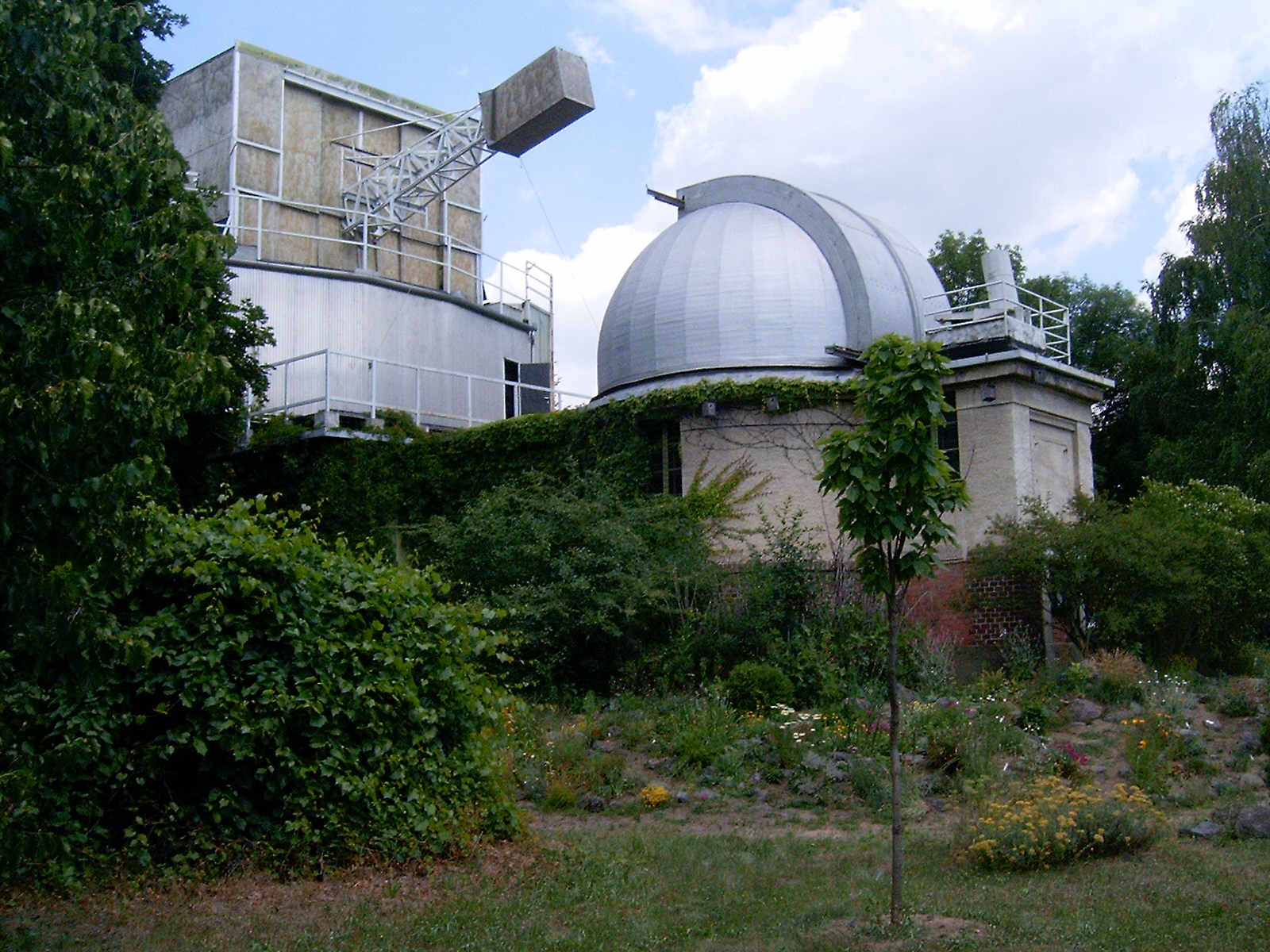
صورة لمرصد ديبرسين

مرصد ديبرسين للفيزياء الشمسية هو مرصد فلكي يملكه ويشغله معهد كونكولي ثيج ميكلوس الفلكي التابع لأكاديمية الهنغارية للعلوم. يوفر المرصد بيانات شمسية وصور للمراقبة ودراسات التوهجات الشمسية والبقع الشمسية.

## النشاط الحالي
يجري مرصد ديبرسين للفيزياء الشمسية أبحاثًا علمية في مجال الأنشطة الشمسية وعمليات الغلاف الشمسي والاتصالات الشمسية الأرضية. يوجد مقر المرصد في معهد الأبحاث النووية في ديبرسين ATOMKI بعد غلق مبانيه ومنشآته الاستكشافية في عام 2016. يستمر فريق DPD في النشر حول قواعد بيانات البقع الشمسية المبنية على بيانات SDO/HMI المأخوذة من الفضاء والمبنية على ملاحظات المراصد المتعاونة على الأرض. 

## التاريخ

### الرواد المجريون
ترتبط بداية الفيزياء الشمسية بالمجر بشخصيتين بارزتين: ميكلوس كونكولي وغيلا فيني. قام كونكولي بملاحظات بيانية كاملة بين 1873 و1919 في مرصد أوغيلا (حاليًا هيربانوفو، سلوفاكيا) والذي أسسه وبناه وأداره بنفسه. وبجانب ذلك، تعامل أيضًا مع النجوم المختلفة والمطيافية النجمية والمغناطيسية الأرضية والأرصاد الجوية. تدين تلك المجالات بالفضل في نشأتها إلى هذا النشاط. إن هذا التعدد في الاستخدام هو الجانب العلمي لهذه الشخصية الخارقة، وثراء مدى اهتماماته أسطوري. فقد أسس أول مرصد فلكي مجري في عام 1899 بعقد مع الدولة المجرية (في الواقع، إن معهد الأبحاث المجري منشأة تابعة للدولة)، لحق به مرصد كونكولي والذي يعود اليوم إلى الأكاديمية المجرية للعلوم، أما المرصد الذي نتناوله فهو القسم الخاص بالشمس في مرصد كونكولي. احتُفل بالذكرى المئوية للمرصد عام 1999. 
الشخصية البارزة الأخرى هي غيلا فيني، أدار فيني مرصد هاينالد في كالوكوسا في فترة 1885-1913 كعضو في جماعة اليسوعيين. لقد كان مهتمًا بصورة أساسية بالوهج، وجمع وقيّم كمية مهولة من المواد بمطيافية الوهج خاصته، ونشر النتائج في أشهر المجلات العلمية بست لغات. حقق كونكولي وفيني أعمالًا مذهلة على المستوى الدولي، كما أن إرثهم من المواد الاستكشافية والمنشورات قيّم للغاية. 

### التاريخ في ديبرسين
أعيد إحياء الفيزياء الشمسية في معهد الفلك في بودابست عام 1946، بإنشاء قسم دراسة الشمس. انتقل القسم إلى المرصد الدراسي لجامعة كوشوت في ديبرسين والتي تقع في الحديقة الخاصة بعلم النباتات في الجامعة، كما ظهر للحياة معهد بحثي جديد تحت قيادة لورانت ديزسو باسم مرصد الفيزياء الشمسية للأكاديمية المجرية للعلوم. توسع المقر الأصلي للمرصد وبدأت عمليات الرصد بصورة منتظمة. انتقلت واحدة من الصور الشمسية إلى محطة الرصد غيلا المبنية فوق برج غيلا المائي (مدينة تبعد 110 ميل عن ديبرسين)، وقد أدى ذلك إلى فائدتين. الفائدة الأولى أنه يوجد تليسكوب شمسي واحد في العالم (جبل ويلسون 150 قدم)، حيث يوجد التليسكوب مرتفعًا عن سطح الأرض عن تليسكوب غيلا (43 متر) وذلك مهم من أجل جودة الصورة. وعلى الجانب الآخر فإن لدينا 50 يوم إضافي للرصد كل عام. 
وقعت تطورات مهمة في المرصد في بداية السبعينات، حيث توسع المبنى وانتصب جهاز مراقبة طفاوة الشمس. 

### برنامج الفوتوهيلوجراف
يرصد الفوتوهيلوجراف القرص الكامل للشمس بصورة مرئية مستمرة (و«مستمرة» تعني أنه لا يقع عند طول موجي معين، ولكن بمدى واسع للأطوال الموجية). تحتوي عمليات الرصد على غلاف الشمس والطبقة السطحية من النصف المرئي من الشمس وتركيبه والشبكة الحبيبية والبقع الشمسية. 
تُصنع متسلسلات الفوتوهيلوغرام بصورة يومية (إذا سمح الطقس)، وفيها يمكن تحديد موقع ومنطقة كل بقعة. يحدد الموقع عن طريق نظام الإحداثيات الهيلوجرافية لكارينغتون، المقسم إلى (+90)-(-90) بخطوط العرض و360 درجة طوليا، مثل النظام الإحداثي الخاص بالأرض، ويدور بمتوسط سرعة السطح الزاوية للشمس. ترتبط الأبحاث التقليدية للمرصد بهذه البقع الشمسية لأن بيانات موقع ديبرسين هي الأعلى دقة: نحو 0.1 درجة هيلوجرافية. في المراصد الأخرى يصل هذا المقياس غالبا إلى 1 درجة هيلوجرافية. هذه الدقة مبنية على الخلفية المنهجية المطورة على مدار عقود، وهي أداة قوية لتلافي الأخطاء المنهجية. 
إن موقع البقع الشمسية من البيانات المهمة في الفحص الخاص بهذه المواضيع؛ حيث تكون الحركات الصائبة والمورفولوجيا الخاصة بمجموعات البقع الشمسية عوامل ذات أهمية. تلك المواضيع هي: تركيب الدوران الشمسي، اتصال الانفجارات مع الإزاحة السريعة للبقع نسبةً إلى خلفية المجالات المغناطيسية، ديناميكا تطور وانحلال البقع الشمسية وعلاقتها بتطور المجالات المغناطيسية، واللاتناظر المورفولوجي لمجموعات البقع الشمسية، والتذبذبات الالتوائية للبقع.

## الفيزياء الأرضية الشمسية
يزداد الاهتمام الشعبي تجاه الأنشطة الشمسية لأنها الظاهرة الفلكية الأكثر تأثيرًا على البيئة الأرضية. إلا أنه من الصعب للغاية أن نتعرف على هذه التأثيرات وأن نكشف الآليات التي تقبع خلفها في الغلاف الجوي السفلي لأن التأثيرات الشمسية تدخل خلال نطاقات متغيرة. 
ترتبط أنشطة المرصد بدراسات العلاقات التروبوسفيرية الشمسية عن طريق نموذجين. يقول النموذج الأكثر شيوعًا أن الظاهرة التروبوسفيرية تتأثر باختلافات كثافة الإشعاع الشمسي، المرتبطة بتغطية السطح الشمسي بالبقع الشمسية. تدعم تلك الدراسات بقواعد بيانات البقع الشمسية ببرنامج الفوتوهيلوجراف. 
النموذج الآخر للدراسات الشمسية-التروبوسفيرية جديد وينظر في تأثير اختلافات إشعاع الكرة. فُحصت تلك التأثيرات لمدة طويلة في الغلاف المغناطيسي والغلاف الجوي العلوي، ولكن ليس في التروبوسفير، وفي هذا المجال تمكن المرصد من أخذ خطوة للأمام. أُشير إلى عدة قواعد مغناطيسية قطبية في الاستجابات الغلافية والتي توضح أن التأثيرات المنقولة بواسطة الجسيمات (البلازما الشمسية الممغنطة) يمكنها أن تؤثر على العمليات التروبوسفيرية.